# Otto Graunke
Otto Graunke (* 3. Februar 1861 in Schivelbein; † 21. April 1942 in Berlin) war ein niederdeutscher Schriftsteller.
Der Sohn eines Weichenstellers besuchte von 1870 bis 1875 die Lateinschule in Schivelbein und arbeitete danach als Schreiber auf dem dortigen Hauptsteueramt. 1881 ging er zum Militär nach Stettin, wo er bis 1888 im Bezirkskommando diente. Danach wurde er Beamter der Preußischen National-Versicherungs-Gesellschaft in Stettin. 
Ab 1901 schrieb Graunke für Zeitungen und Zeitschriften niederdeutsche Gedichte und Prosastücke, die er später auch in Büchern herausgab.

## Werke
- Afsids. 1902, 2. Aufl. 1904
- An ’e Bäk. 1907, 2. Aufl. 1913, 3. Aufl. 1918
- Awendklocke. 1910
- As ’t de Vagel süng. 1916
- Achter düstre Dannen. 1919